# Marek Hanousek
Marek Hanousek (Dolní Kralovice, 6 agosto 1991) è un calciatore ceco, centrocampista del Widzew Łódź.

## Carriera
Esordisce con la maglia del Dukla Praga nel 2009-2010, in Druhá Liga, seconda divisione del campionato ceco di calcio. Con la stessa squadra ottiene, nella stagione successiva, la promozione in Gambrinus Liga. Nel 2012 passa al Viktoria Plzen.
Conta anche 2 presenze nella Nazionale Under-21.